# Dietmar Dath
Dietmar Dath (* 3. April 1970 in Rheinfelden) ist ein deutscher Schriftsteller, Journalist und Übersetzer.

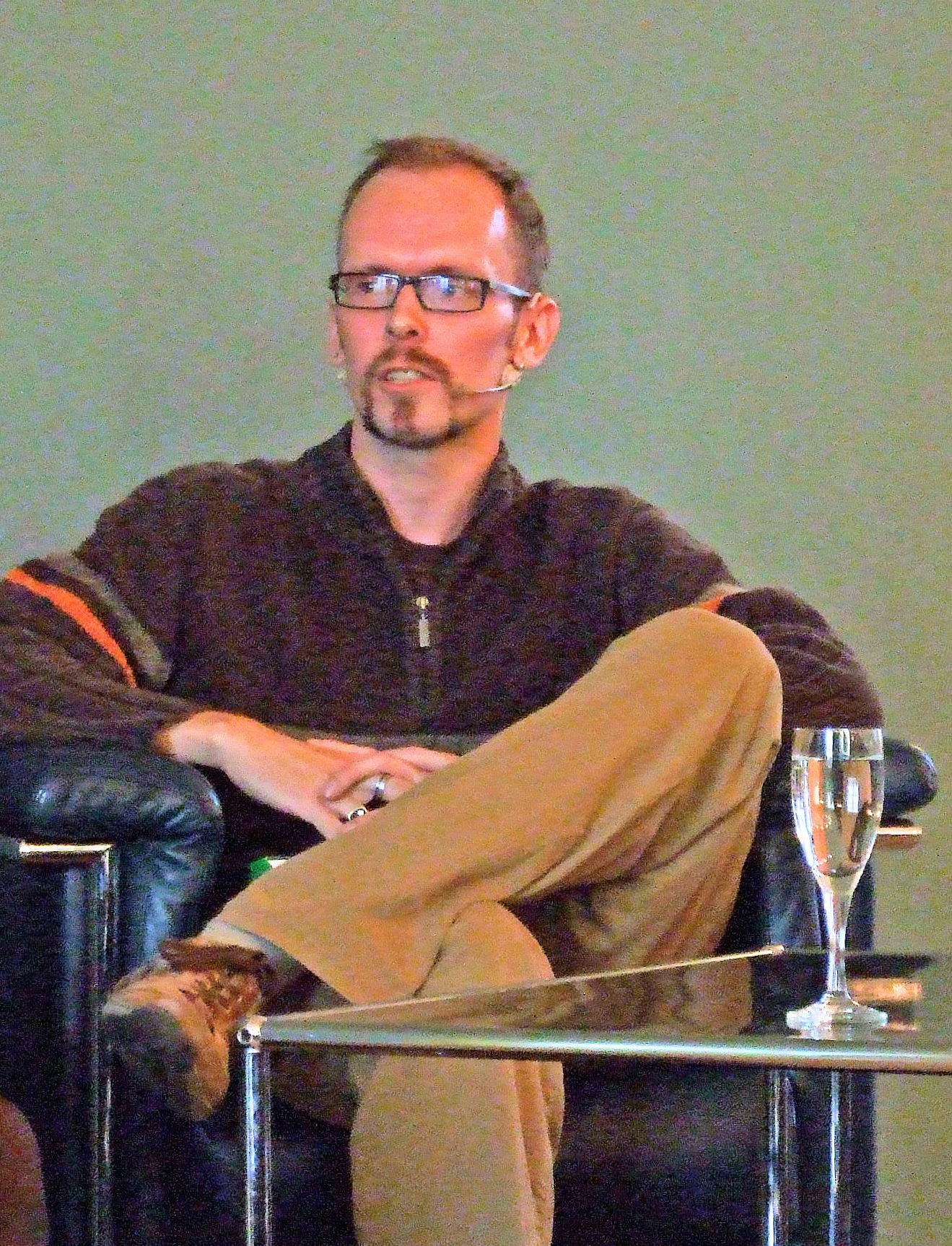
Dietmar Dath (2008)

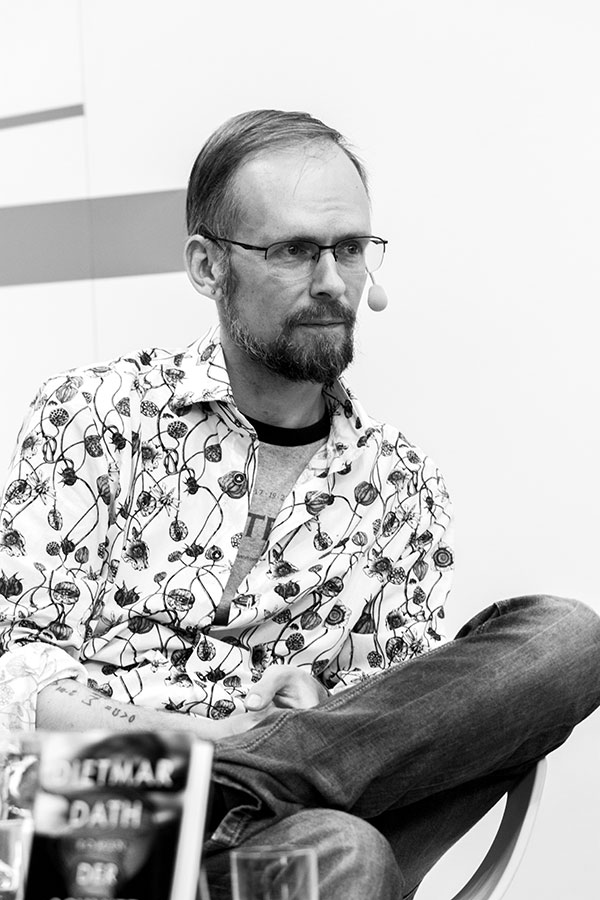
Dietmar Dath auf der Frankfurter Buchmesse 2017. „Der Schnitt durch die Sonne“

## Leben
Dath wuchs im südbadischen Schopfheim auf, besuchte dort das Theodor-Heuss-Gymnasium und machte sein Abitur auf dem Freiburger Rotteck-Gymnasium. Nach dem Zivildienst begann er ein Studium der Fächer Physik und Literaturwissenschaft in Freiburg im Breisgau. Seit 1990 veröffentlicht er in in- und ausländischen Zeitungen und Zeitschriften literarische und journalistische Beiträge zu gesellschaftlichen und popkulturellen Themen, auch unter Pseudonymen wie „David Dalek“, „Dagmar Dath“ oder „Dieter Draht“. Zudem übersetzte er Werke von Joe R. Lansdale, Kodwo Eshun und Buddy Giovinazzo aus dem Englischen. Als Journalist war Dath von 1998 bis 2000 Chefredakteur der Zeitschrift Spex, von 2001 bis 2007 war er Feuilletonredakteur der Frankfurter Allgemeinen Zeitung, für die er seit September 2011 wieder als Redakteur im Bereich Film tätig ist. Der Autor lebt in Freiburg.

### Literarisches Werk
Daths erste Bücher erschienen Mitte der 1990er Jahre in Independent-Verlagen. Seit 2005 erscheinen einige seiner Bücher auch im Suhrkamp Verlag. 2008 kam sein Roman Die Abschaffung der Arten auf die Shortlist zum Deutschen Buchpreis. In seinen Romanen verarbeitet Dath oft autobiografische Inhalte, so heißen seine Protagonisten beispielsweise wie der Autor alliterierend „David Dalek“ oder „Martin Mahr“, stammen aus badischen Kleinstädten und arbeiten in Zeitungs- oder Zeitschriftenredaktionen. 2009 stellte die Internetseite litradio.net eine 35-teilige Komplettlesung des fast 1000-seitigen Romans Für immer in Honig ins Internet, die der Autor und Andreas Platthaus im Frankfurter Literaturhaus gegeben hatten. Daths Werke wurden unter anderem ins Griechische und Englische übersetzt. Sein Roman „Gentzen oder: Betrunken aufräumen“ wurde im Herbst 2021 für die Longlist des Deutschen Buchpreises nominiert. Beim Preis der Leipziger Buchmesse 2022 stand er auf der Shortlist, die Jury bezeichnete das Buch als „großes Panorama unserer Gegenwart zwischen Autofiktion und Science Fiction“, einen Roman, den es so noch nie gegeben habe. Im Deutschlandfunk beschrieb Tobias Lehmkuhl Dath als so „tollkühn wie kaum ein anderer Schriftsteller deutscher Zunge“. Die Handlung seines 966 Seiten umfassenden Romans „Skyrmionen oder: A Fucking Army“ (2025) sei „so spannend wie wendungsreich, vielstimmig erzählt, mit vielen Tempowechseln und vor allem mit viel Witz“.

### Gesellschaftspolitische Einordnung

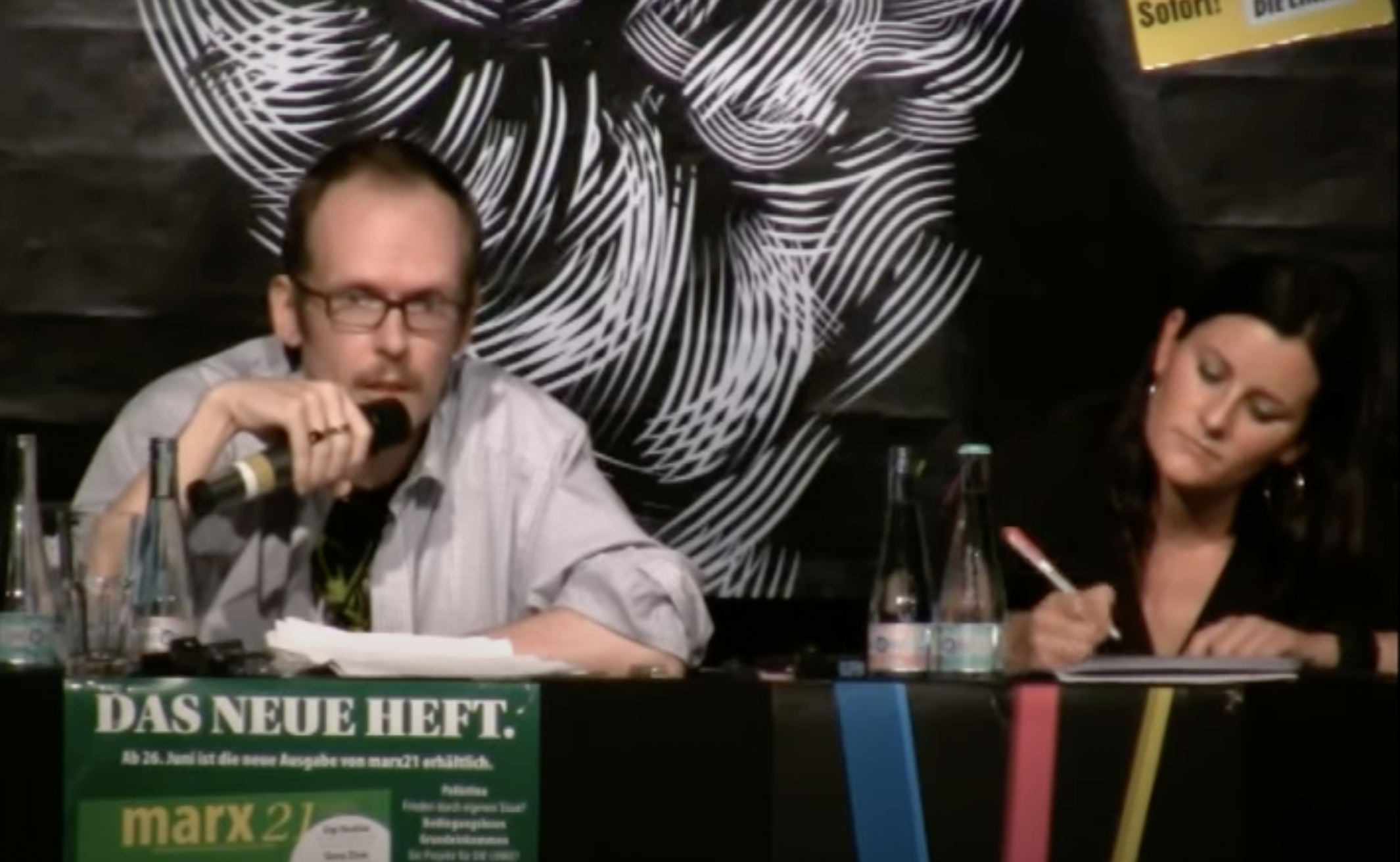
Dath und Janine Wissler auf dem „Marx is Muss“-Kongress der trotzkistisch entristischen Organisation Marx21 (2011)

Dath vertritt eine kommunistisch-marxistische Haltung. Er trat beispielsweise 2008 in Alexander Kluges Nachrichten aus der ideologischen Antike, einer filmischen Auseinandersetzung mit Karl Marx’ Kapital, als Gesprächspartner und Experte auf. Im Januar 2009 diskutierte er mit Philipp Oehmke im Nachrichtenmagazin Der Spiegel über die „Zukunft des Marxismus“ und antwortete auf die Frage, ob er für die „Beseitigung des kapitalistischen Systems“ sei, mit: „Absolut.“ Danach erhofft sich Dath „ein System der gemeinschaftlichen, arbeitsteiligen, demokratischen Produktion auf dem Stand der höchstentwickelten Technik“. Er aktualisiert leninistische Theorien, beispielsweise in Für immer in Honig, wo er explizit Bezug auf Lenins Was tun? nimmt. Nach Erscheinen des Essays Maschinenwinter bezeichnete Mathias Bröckers den Autor spöttisch als „Lenin 2.0“. In Der Implex, das Dath zusammen mit Barbara Kirchner verfasste, vertritt Dath die These, dass sozialer Fortschritt von der Beseitigung von Herrschaft abhänge: Die Literaturkritik nahm das Werk ungnädig auf, so störte sich Alexander Cammann in der Zeit beispielsweise an einer „naseweisen Checkerpose“ und „kalaschnikowhafte[r] Selbstermächtigungsprosa“.
Im Januar 2019 nahm er mit dem Beitrag Sozialismus hat keine Prophezeiung nötig, er wird gemacht als einer der Referenten an der von der linken Tageszeitung junge Welt getragenen Rosa-Luxemburg-Konferenz in Berlin teil. Am 3. Mai 2019 rief Dath in der FAZ dazu auf, die DKP bei der Europawahl 2019 zu wählen.
Mehrfach übte Dath Kritik an Social-Media-Plattformen, er selbst ist auf keiner der großen Plattformen präsent. 2022 schrieb er etwa, Twitter sei ein „(...) Laden, der zu nichts anderem da ist als zur suchterzeugenden Fabrikation, Vervielfältigung und Weiterverarbeitung finster-klebriger Erregungsschmiere (...) der früher oder später jede Information, jeden Gedanken und jeden geraden Satz unter sich begräbt.“

### Poetik
Auch Daths Dichtungsverständnis ist gesellschaftspolitisch geprägt: Auf die Frage nach seiner Poetik antwortete der Autor, er schreibe Texte, „die nicht davon handeln, wie es ist, sondern davon, wie es sein sollte, wie es hoffentlich nicht sein wird oder wie es ganz neutral sein könnte. Und das sind nun mal spekulative oder phantastische Texte.“ Den Roman selbst bezeichnet Dath als „Allesfresserform“. Im Januar 2020 hielt Dath die Lichtenberg-Poetikvorlesung an der Georg-August-Universität Göttingen.

### Rezeption
Literaturkritiker nannten Dath einen „hyperproduktiven Autor“, einen „Gedanken- und Textgenerator“, der die „Möglichkeiten des Sprechens“ erforsche und dem „Denkgrenzen nichts gelten“. Daths Romane handelten von „Darwin, Marx, Fantasy, Heavy Metal, Zombies und Gentechnik“. In Simon Urbans Alternative-History-Roman Plan D ist die Figur des Kulturministers der nach 1990 weiterexistierenden DDR nach Dath benannt.
2020 wurde er mit dem Siegfried-Kracauer-Preis für die beste Filmkritik 2020 ausgezeichnet. Geehrt wurde seine Filmkritik zu Terminator: Dark Fate, die „sprachliche und sinnliche Qualität des Textes“.

## Auszeichnungen
- 2008: Förderpreis zum Lessing-Preis für Kritik
- 2009: Förderpreis für Literatur der Akademie der Künste Berlin
- 2009: Kurd-Laßwitz-Preis für Die Abschaffung der Arten
- 2013: Kurd-Laßwitz-Preis für Pulsarnacht
- 2018: Günther Anders-Preis für kritisches Denken[20][21]
- 2020: Reinhold-Schneider-Preis[22]
- 2020: Siegfried-Kracauer-Preis für die Filmkritik Killermaschinistinnen vor![23]

## Werke
Ein Überblick über das facettenreiche Schaffen Daths findet sich der Werksbibliografie – Auswahl, S. 279–342, in: Christian Hippe und Philipp Theisohn (Hg.): In Verben denken. Dietmar Dath Arbeitsbuch, Verbrecher Verlag, Berlin 2023.

### Romane, Erzählungen
- Cordula killt Dich! oder Wir sind doch nicht Nemesis von jedem Pfeifenheini. Roman der Auferstehung. Verbrecher Verlag, Berlin 1995, ISBN 3-9804471-0-3. Neuausgabe mit dem ergänzenden Text Die Staatsanwältin hat das Wort. Verbrecher Verlag, Berlin 2021, ISBN 978-3-95732-491-7.
- Die Ehre des Rudels. Horrornovelle. Maas, Berlin 1996, ISBN 3-929010-34-8.
- Charonia Tritonis. Ein Konzert, Dumme bitte wegbleiben. Erzählung. SuKuLTuR Verlag, Berlin 1997, ISBN 3-937737-03-0 (= „Schöner Lesen“ Nr. 3)
- Der Minkowski-Baumfrosch. Fortsetzungsroman in 12 Kapiteln. De-Bug, Berlin 2000.[24]
- Skye Boat Song. Roman. Verbrecher Verlag, Berlin 2000.
- Am blinden Ufer. Eine Geschichte vom Strand und aus den Schnitten. Roman. Verbrecher Verlag, Berlin 2000.
- Phonon oder Staat ohne Namen. Roman. Edition Pfadintegral im Verbrecher Verlag, Berlin 2001.
- mit Barbara Kirchner: Schwester Mitternacht. Roman. Verbrecher Verlag, Berlin 2002.
- Ein Preis. Halbvergessene Geschichte aus der Wahrheit. (= Schöner Lesen. Nr. 18). SuKuLTuR Verlag, Berlin 2003.
- Für immer in Honig. Roman, illustriert von Daniela Burger, Implex, Berlin 2005, ISBN 3-937148-01-9 (erste Fassung, 971 Seiten), 2., überarbeitete Auflage, Verbrecher Verlag, Berlin 2008, ISBN 978-3-940426-02-4 (1035 Seiten).
- Die salzweißen Augen. Vierzehn Briefe über Drastik und Deutlichkeit. Suhrkamp, Frankfurt 2005.
- Dirac. Roman. Suhrkamp Verlag, Frankfurt am Main 2006.
- Waffenwetter. Roman. Suhrkamp Verlag, Frankfurt am Main 2007.
- Das versteckte Sternbild. Roman (als David Dalek). Shayol Verlag, Berlin 2007.
- Die Abschaffung der Arten. Roman. Suhrkamp Verlag, Frankfurt am Main 2008.
- Sie schläft. Filmroman. Edition Phantasia, 2009.
- Sämmtliche Gedichte. Roman. Suhrkamp Verlag, Frankfurt am Main 2009.
- Deutschland macht dicht. Roman. Suhrkamp Verlag, Berlin 2010, ISBN 978-3-518-42163-5.
- Eisenmäuse. Ein verschlüsselter Sittenspiegel. Hablizel, Lohmar 2010.
- Kleine Polizei im Schnee. Erzählungen. Verbrecher Verlag, Berlin 2012.
- Pulsarnacht. Roman. Heyne, München 2012, ISBN 978-3-453-31406-1.
- Feldeváye. Roman. Suhrkamp Verlag, Berlin 2014, ISBN 978-3-518-46510-3.
- Deutsche Demokratische Rechnung. Eine Liebeserzählung. Roman. Eulenspiegel Verlag, Berlin 2015, ISBN 978-3-359-02471-2.
- Venus siegt. Roman. Hablizel Verlag, Lohmar 2015, ISBN 978-3-941978-18-8. Eine gegenüber der Erstveröffentlichung von 2015 überarbeitete und um 150 Seiten erweiterte Version erschien bei Fischer Tor, Frankfurt 2016, ISBN 978-3-596-29658-3.
- Leider bin ich tot. Roman. Suhrkamp Verlag, Berlin 2016, ISBN 978-3-518-46654-4.
- Der Schnitt durch die Sonne. Roman. S. Fischer Verlag, Frankfurt am Main 2017, ISBN 978-3-10-397306-8.
- Du bist mir gleich. Roman. Golden Press, Bremen 2019, ISBN 978-3-9819880-6-2.
- Neptunation. Roman. Fischer Tor, Frankfurt 2019, ISBN 978-3-596-70223-7.
- Gentzen oder: Betrunken aufräumen. Roman. Matthes & Seitz, Berlin 2021, ISBN 978-3-7518-0035-8.
- Skyrmionen. Oder: A Fucking Army. Roman. Matthes & Seitz, Berlin 2025, ISBN 978-3-7518-1029-6.

### Theaterstücke
- Waffenwetter. UA am 17. April 2009, Nationaltheater Mannheim
- Die Abschaffung der Arten. UA am 8. November 2009, Deutsches Theater Berlin[25]
- Maschinenwinter. UA 2009, Centraltheater Leipzig Regie: Martin Laberenz[26]
- Annika. Spiel für fünf Menschen, UA Februar 2011, Schauspiel Frankfurt, Frankfurter Positionen 2011
- Sie schläft. UA am 12. März 2011, Zimmertheater Tübingen[27]
- Regina Oder Die Eichhörnchenküsse, UA am 22. September 2011, Nationaltheater Mannheim[28]
- Farbenblinde Arbeit, UA am 17. Dezember 2014, Nationaltheater Mannheim[29]
- Ein Volksfeind, Bearbeitung nach Henrik Ibsen UA am 10. September 2015, Schauspielhaus Zürich[30]
- Die nötige Folter, UA 2019, Staatstheater Augsburg
- Frankenstein, UA am 10. Januar 2019, Schauspielhaus Zürich[31]
- Restworld in Zusammenarbeit mit F. Wiesel, UA am 15. Oktober 2021, Theater Heidelberg[32]
- Das Ende der Schöpfung Szenisches Oratorium von Joseph Haydn & Bernhard Lang, Dialoge Dietmar Dath, UA am 10. April 2022, Staatstheater Augsburg[33]
- Sommergäste Nach Maxim Gorki in einer Überschreibung von Dietmar Dath, UA am 7. Februar 2024, Theater Basel[34]
- Deine Arbeit hasst Dich, weil sie dich nicht braucht, Brechtfestival in Augsburg, 22. Februar 2025[35]

### Oper und Operette
- Mit Felix Leuschner: Einbruch mehrerer Dunkelheiten. Früherer Titel: Blitze sprechen deutsch, UA am 4. Januar 2022, Staatstheater Kassel[36]

### Graphic Novel
- mit Oliver Scheibler: Mensch wie Gras Wie. Graphic Novel. Verbrecher Verlag, Berlin 2014, ISBN 978-3-943167-76-4.

### Essays, Sachbücher, Journalismus
- Schöner rechnen. Die Zukunft der Computer. Berliner Taschenbuch btb, Berlin 2002.
- Höhenrausch. Die Mathematik des XX. Jahrhunderts in zwanzig Gehirnen. Die andere Bibliothek, Eichborn Verlag, Frankfurt 2003
- Sie ist wach. Über ein Mädchen das hilft, schützt und rettet. Implex, Berlin 2003[37]
- Heute keine Konferenz. Texte für die Zeitung. Suhrkamp, Frankfurt 2007. (edition suhrkamp)
- mit Daniela Burger: The Shramps. Implex – Verbrecher Verlag, Berlin 2007.
- Maschinenwinter. Wissen, Technik, Sozialismus. Eine Streitschrift. Suhrkamp, Frankfurt 2008 (edition unseld)
- Rosa Luxemburg. Suhrkamp, Frankfurt 2010, ISBN 978-3-518-18235-2.
- Das Ende der Gleichungen? Ein Dialog mit Dietmar Dath und Stephen Wolfram. Edition Unseld. Suhrkamp, Frankfurt 2011, ISBN 978-3-518-26015-9.
- mit Martin Hatzius: Alles fragen, nichts fürchten. Das neue Berlin, Berlin 2011, ISBN 978-3-360-02125-0.
- Mädchenschönschriftaufgabe. Documenta 13 (= 100 Notizen – 100 Gedanken. 36). Hatje Cantz, Ostfildern 2011, ISBN 978-3-7757-2885-0.
- mit Barbara Kirchner: Der Implex. Sozialer Fortschritt: Geschichte und Idee. Suhrkamp, Berlin 2012, ISBN 978-3-518-42264-9.
- Lost. Diaphanes, Zürich 2012, ISBN 978-3-03734-233-6.
- mit Heike Aumüller: Verbotene Verbesserungen. Starfruit Publ., Nürnberg 2012, ISBN 978-3-922895-23-7.
- Legitimiert Euch doch selbst! Geordnete Zurückweisung der „Legitimationsprobleme im Spätkapitalismus“. In: Armin Nassehi, Peter Felixberger (Hrsg.): Kursbuch, Nr. 170 (Krisen lieben), Februar 2012, ISBN 978-3867741842.
- mit Swantje Karich: Lichtmächte. Diaphanes, Zürich 2013, ISBN 978-3-03734-235-0.
- Klassenkampf im Dunkeln: Zehn zeitgemäße sozialistische Übungen. Konkret Texte 65. Konkret Verlag KVV, Hamburg 2014, ISBN 978-3-930786-74-9.
- Superhelden. Reclam, Stuttgart 2016, ISBN 978-3-15-020420-7.
- Karl Marx. Reclam, Ditzingen 2018, ISBN 978-3-15-020454-2.
- Das Menschen Mögliche. Zur Aktualität von Günther Anders. Wien 2018, ISBN 978-3-7117-5370-0.
- Niegeschichte. Science Fiction als Kunst- und Denkmaschine. Berlin 2019, ISBN 978-3-95757-785-6.
- Hegel. 100 Seiten. Reclam, Leipzig 2020, ISBN 978-3-15-020559-4.
- Stehsatz: Eine Schreiblehre. Wallstein, Göttingen 2020, ISBN 978-3-8353-3801-2.
- Stephen King. 100 Seiten. Reclam, Ditzingen 2022, ISBN 978-3-15-020674-4.
- Was sagt die rote Tradition dazu? Sozialistische Antworten im Kurzcheck. In: Armin Nassehi, Sybille Anderl, Peter Felixberger (Hrsg.): Kursbuch, Nr. 215 (Soziale Konfliktzonen), September 2023, ISBN 978-3-96196-316-4.
- Miley Cyrus. 100 Seiten. Reclam, Ditzingen 2024, ISBN 978-3-15-020713-0.
- Alltagstheologie. In: Wolfgang M. Schmitt und Ann-Kristin Tlusty (Hrsg.): Selbst Schuld! Carl Hanser Verlag, München 2024, ISBN 978-3-446-28130-1, S. 236–252.

### Lyrik
- Gott ruft zurück. Gedichte. Leipzig: Connewitzer Verlagsbuchhandlung 2011.

### Tonträger
- Im erwachten Garten. Mit Kammerflimmer Kollektief. Staubgold 2009.
- Farnschiffe als The Schwarzenbach (mit Kammerflimmer Kollektief). CD, ZickZack 2012.
- Nicht sterben. Aufpassen. als The Schwarzenbach (mit Kammerflimmer Kollektief). CD, Staubgold 2015.

### Hörspiele
- Das Land will hier weg. Hörspiel mit und über alemannische Mundart. Regie: Ulrich Lampen. Dramaturgie: Mark Ginzler. Mit Sandra Hüller, Anna Huthmann, Christian Redl, Volkmar Staub. SWR 2010.
- Die Abschaffung der Arten. Romanbearbeitung. Regie: Ulrich Lampen. Komposition: Mouse on Mars. BR Hörspiel und Medienkunst/Intermedium 2011.
- Die Abschaffung der Arten. Shortcut. Kurzfassung (101'12) der 11-stündigen Hörspiel-Adaption. Mit Katja Bürkle (Späth), Anna Schudt (Alexandra), Paul Herwig (Feuer), Katharina Marie Schubert (Padma), Wiebke Puls, Sylvester Groth, Rainer Bock, Brigitte Hobmeier (Philomena), Julia Jentsch, Tobias Lelle, Oliver Nägele, Felix Klare, Wolfgang Pregler, Nina Kunzendorf, Tabea Bettin, Karin Anselm, Stephan Bissmeier, Michael Tregor, Steven Scharf, Philipp Moog, Mogens von Gadow, Aglaia Szyszkowitz, Hildegard Schmahl, Stefan Hunstein, Lisa Wagner, Oliver Mallison, Saskia Mallison, Julia Loibl. Komposition: Mouse on Mars. Regie: Ulrich Lampen. BR Hörspiel und Medienkunst 2011/2012.
- Ovale Fenster. Hörspiel von Dietmar Dath, Thomas Weber und Volker Zander. Komposition: Kammerflimmer Kollektief. SWR ars acustica 2012.
- Larissa oder Sprich diesen Tod nicht aus. Hörspiel von Dietmar Dath & Thomas Weber. Regie: Iris Drögekamp. Komposition: Kammerflimmer Kollektief. SWR ars acustica 2013.
- Antilopenverlobung. Von Dietmar Dath und Mareike Maage. Mit Cathlen Gawlich, Eva Verena Müller, Marc Hosemann, Andreas Grothgar, Frank Genser, Edda Fischer, Sigrid Burkholder, Jörg Hartmann und Stephanie Eidt. Regie: Leonhard Koppelmann. BR Hörspiel und Medienkunst 2013. Als Podcast/Download im BR Hörspiel Pool.[38]
- Silber gegen Ende. Mit The Schwarzenbach. Hörspiel von Heike Aumüller, Dietmar Dath, Johannes Frisch und Thomas Weber. SRF 2014.
- Largoschmerzen. Ein sozialmedizinisches Desaster. Hörspiel Mmt Bettina Lieder, Matthias Haase, Johanna Gastdorf, Mark Oliver Bögel, Sebastian Graf. Komposition: Georg Zeitblom. Regie: Leonhard Koppelmann. BR-Hörspiel und Medienkunst 2014. Als Podcast/Download im BR Hörspiel Pool.[39]
- 2015: Mit Thomas Gebel: Deutsches Demokratisches Rechnen (Die Geschichte einer abgebrochenen Computerrevolution) – Regie: Martin Heindel (Feature – RBB)
- Die Magnetin. Musikbild einer gefährlichen Liebe. Hörspiel von Dietmar Dath. Regie: Iris Drögekamp & Thomas Weber. SWR 2015.[40]
- Nie mehr warten. Ein Sprech-, Sing- und Musikdrama. Zur Russischen Revolution 1917. Hörspiel von Dietmar Dath. Regie: Iris Drögekamp & Thomas Weber. SWR 2017.[41]
- Maryam. Kein Nachruf für Euch. Hörspiel von Dietmar Dath. Komposition und Gesang: Sophia Kennedy. Regie: Henri Hüster. BR/NDR 2019. Als Podcast/Download via NDR.[42]
- Was das Böse nicht sieht. Radio-Essay anlässlich des 75. Geburtstag von Stephen King. Autor: Dietmar Dath. SWR 2 2022. Als Podcast/Download via SWR 2.[43]
- Barbie denkt an dich!. Radio-Essay über Barbie. Autor: Dietmar Dath. SWR 2 2023. Als Podcast/Download via SWR 2.[44]
- Alle denken anders, nur er denkt gleich – Dem Philosophen Gilles Deleuze zum 100. Radio-Essay über Gilles Deleuze. Autor: Dietmar Dath. SWR 2 2025. Als Podcast/Download via SWR 2.[45]

### Übersetzungen
- Kodwo Eshun: Heller als die Sonne: Abenteuer in der Sonic Fiction. Id-Verlag, 1999.
- Joe R. Lansdale: Drive-In. Maas Verlag, 1997.
- Buddy Giovinazzo: Cracktown. Maas Verlag, 1995.
- Paul Di Filippo: Mund voll Zungen. Suhrkamp Verlag, 2010.

### Sonstige Veröffentlichungen
- Liz Disch und der Hermit King. Mit: Ik krijg je nog wel und Adler in Ordnung. Hrsg. Barbara Kirchner, Kevil Library No. 2, Graben Verlag, 1994.
- Contra naturam. In: Johannes Ullmaier (Hrsg.): Schicht! Arbeitsreportagen für die Endzeit. Suhrkamp, Frankfurt am Main, S. 386–411.
- Vier Treppen durch Döblin. Essay. In: Neue Rundschau. 120/1, S. 23–31. S. Fischer, Frankfurt am Main 2009.
- Solus Ipse. Leerer Drache. In: Karla Schmidt (Hrsg.): Hinterland. Wurdack, Nittendorf 2010, ISBN 978-3-938065-69-3.
- „Niemand ist zur Konstruktivität verpflichtet, wenn die Welt scheiße ist.“ Zur Aktualität Herbert Marcuses. Teil 1. Konkret (Zeitschrift), H. 10 (Beilage Literatur Konkret Nr. 39), 2014, S. 8–11. Ein Gespräch von D. D. mit Hermann L. Gremliza, Thomas Ebermann, Robert Stadlober und Andreas Spechtl
- Dazu mehr als 700 verstreute, vor allem feuilletonistische Veröffentlichungen in Zeitungen, Zeitschriften und Anthologien (u. a. in Titanic, FAZ,[46] Spex, Konkret, Jungle World)[47]
- Mit Sibylle Berg: Zahlen sind Waffen. Gespräche über die Zukunft mit Jens Balzer, Maja Beckers, Thomas Vašek, Lars Weisbrod. Matthes & Seitz, Berlin 2021, ISBN 978-3-95757-960-7.
- Arbeit in und an der Ewigkeit. Über Alan Moore und seinen Roman Jerusalem. In: Hannes Riffel (Hrsg.): Vor der Revolution. Ein phantastischer Almanach. Band 1. Carcosa Verlag, Berlin 2023, ISBN 978-3-910914-08-7, S. 263–276.

### Interviews mit Dath
- Interview mit Marc Degens, 2006
- Zeitschrift Debug 2007 (PDF; 23,4 MB) – Autorenporträts zu Dath (S. 32) und Christian Kracht,
- Interview mit Ulf Poschardt, 2008
- Interview (PDF; 66 kB) mit Martin Fritz, 2008
- Schreiben, wie die Welt sein sollte. In: Der Spiegel. Nr. 5, 2009 (online – Interview mit Philipp Oehmke).
- Interview mit Ulf Poschardt. In: Die Welt. 2009
- Interview zu Kunst und Politik mit Ingo Stützle. In: ak – analyse & kritik. Nr. 548/2010
- „Das bürgerliche Denken ist vergammelt“, in: marx21, Nr. 15, Mai/Juni 2010
- „Zahlen sind Waffen“, Gespräch mit Sibylle Berg in: Zeit Literatur, Nr. 42, Oktober 2019
- „Was können wir von Science-Fiction über die Zukunft lernen?“, in: Zeit Online Podcast, 7. November 2019

### Literarische Werke
- Komplettlesung des Romans Für immer in Honig
- Deutschland macht dicht-Webseite (Link rosalievollfenster.de veraltet)

### Videos zu Dietmar Dath
- Dietmar Dath Vortrag zu Peter Hacks (6. November 2010)

### Hörspiele und Downloads zu Dietmar Dath
- Die Abschaffung der Arten: 12 Stunden Hörspiel und Download (Memento vom 1. November 2011 im Internet Archive)